# Титусівський ліс
Титусівський ліс — ентомологічний заказник місцевого значення. Оголошений відповідно до Рішення 25 сесії 4 скликання Вінницької обласної ради від 23.12.2005 р. № 1014
Урочище «Титусівський ліс» площею 13,3 га знаходиться в Козятинському районі Вінницької області за 1 км західніше окраїни села Сокілець на лівому березі річки Роставиці. Ліс перебуває в землекористуванні об'єднання «Козятинагроліс», лежить у межах Сокілецької сільської ради Козятинського району Вінницької області.

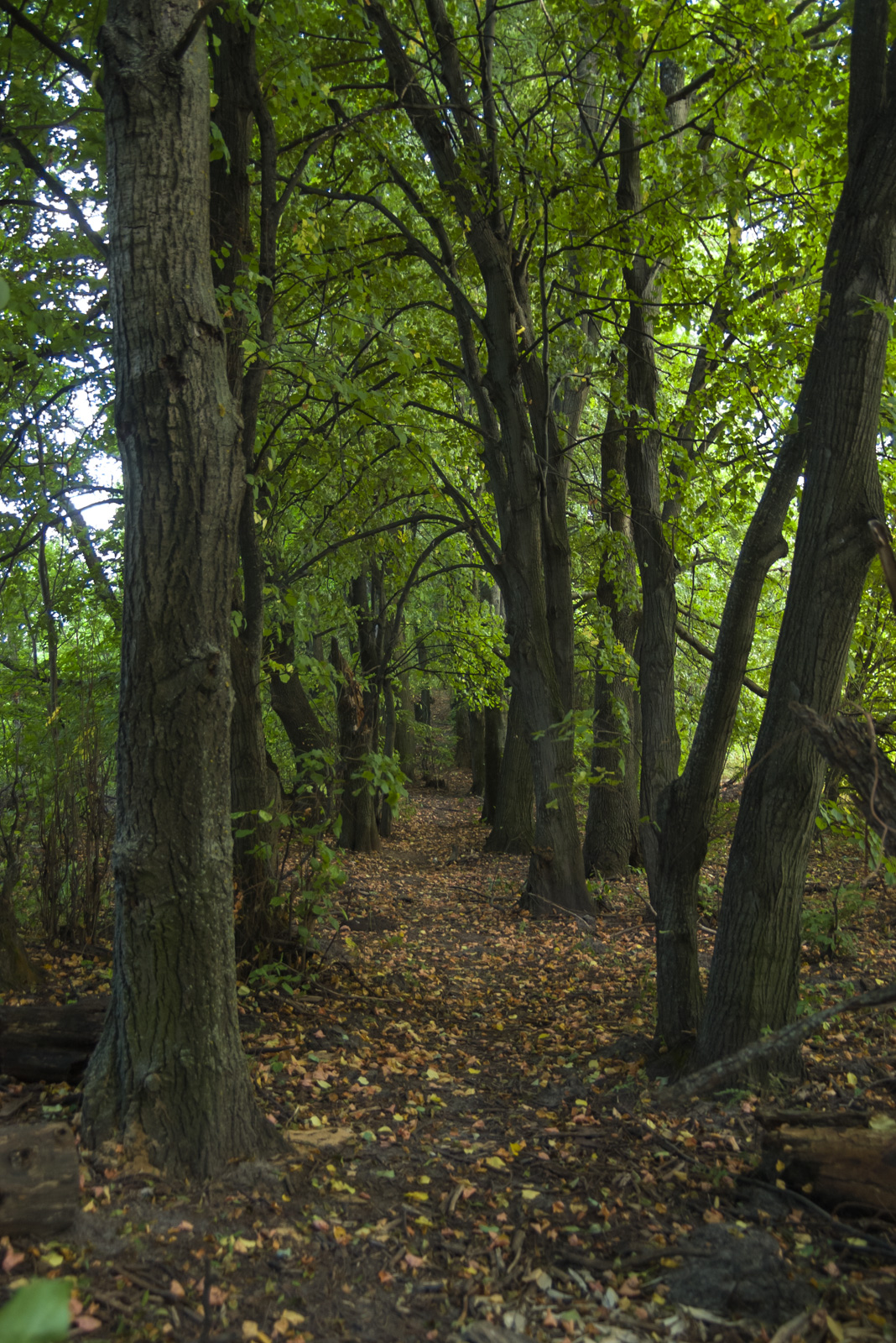
Титусівський ліс

Район розташування об'єкту знаходиться у межах північно-західної частини Українського щита на північній частині Придніпровської височини. З геоморфологічної точки зору — ця територія являє собою акумулятивно-денудаційну рівнину. Поверхня району — підвищена лісова рівнина з чергуванням плоских і полого хвилястих ділянок, розчленованих балками.
Урочище «Титусівський ліс» розташоване за 2 км нижче витоку р. Роставиця на лівому березі, який полого спускається до річки. Зі сходу, півночі та заходу обмежений канавою і полем. Північна частина лісу рівна, дещо хвиляста з невеликими котловинами, південна має пологий нахил до річки з врізаними двома сухими неглибокими балками.
Район належить до вологої помірно теплої агрокліматичної зони. Територія заказника лежить у межах середньої рівнинної атлантико-континентальної області, а саме її середнього району, помірного кліматичного поясу. Клімат території помірно-континентальний. Літо довге, зима коротка і тепла, з нестійким сніговим покривом, висота якого коливається в межах 10—25 см в різні роки. Пересічна температура січня становить — 6° С. Безморозний період триває 250—260 днів. Кількість опадів 525 мм/рік.
У ґрунтовому покриві переважають темно-сірі лісові (опідзолені) ґрунти та чорноземи типові, опідзолені та реградовані. За геоботанічним районуванням України, територія належить до Європейської широколистяної області, Подільсько-Бесарабської провінції, Вінницького округу.
В геологічному відношенні заказник приурочений до фундаменту Українського кристалічного щита, що представлений нижньопротерозойськими відкладами з гранітів, гнейсів, базальтів, магматитів та кварцитів. Осадкові відклади, що перекривають кристалічний фундамент, приурочені до неогенової системи і складені алювіальними відкладами.
Ліс переважно молодий, зустрічається декілька екземплярів дерев віком понад 100 років. В першому ярусі переважають граб, дуб, вільха, ясен, клен, а також зустрічаються липа, берест, біля річки — верба. Другий ярус представлений горобиною, бузиною, глодом, шипшиною, бересклетом. На узліссі значна кількість ожини. В трав'янистому покриві багато лікарських рослин, зокрема: суниці лісові, чистотіл великий, хаменерій вузьколистий, фіалки собача і триколірна, парило звичайне, герань Роберта, вероніка дібровна, розрив-трава дрібноквіткова, конвалія травнева. Зустрічаються різні види дзвоників, які занесені до Червоної книги.
Із ссавців зустрічаються лисиці, зайці, ласки, миші, кроти. Серед птахів — дятли, сови, солов'ї, дрозди, зозулі та ін. У південній та східній частині лісу налічено 42 мурашники висотою від 0,3 м до їм, в яких проживають великі чорні та середні мурахи. Серед інших представників ентомофауни зустрічаються: бабка, кропивниця, сонечко, жук-їздець, травневий жук, жук-олень.